# Chilodes umbrivaga
Chilodes umbrivaga là một loài bướm đêm trong họ Noctuidae.